# 山達基教與網際網路

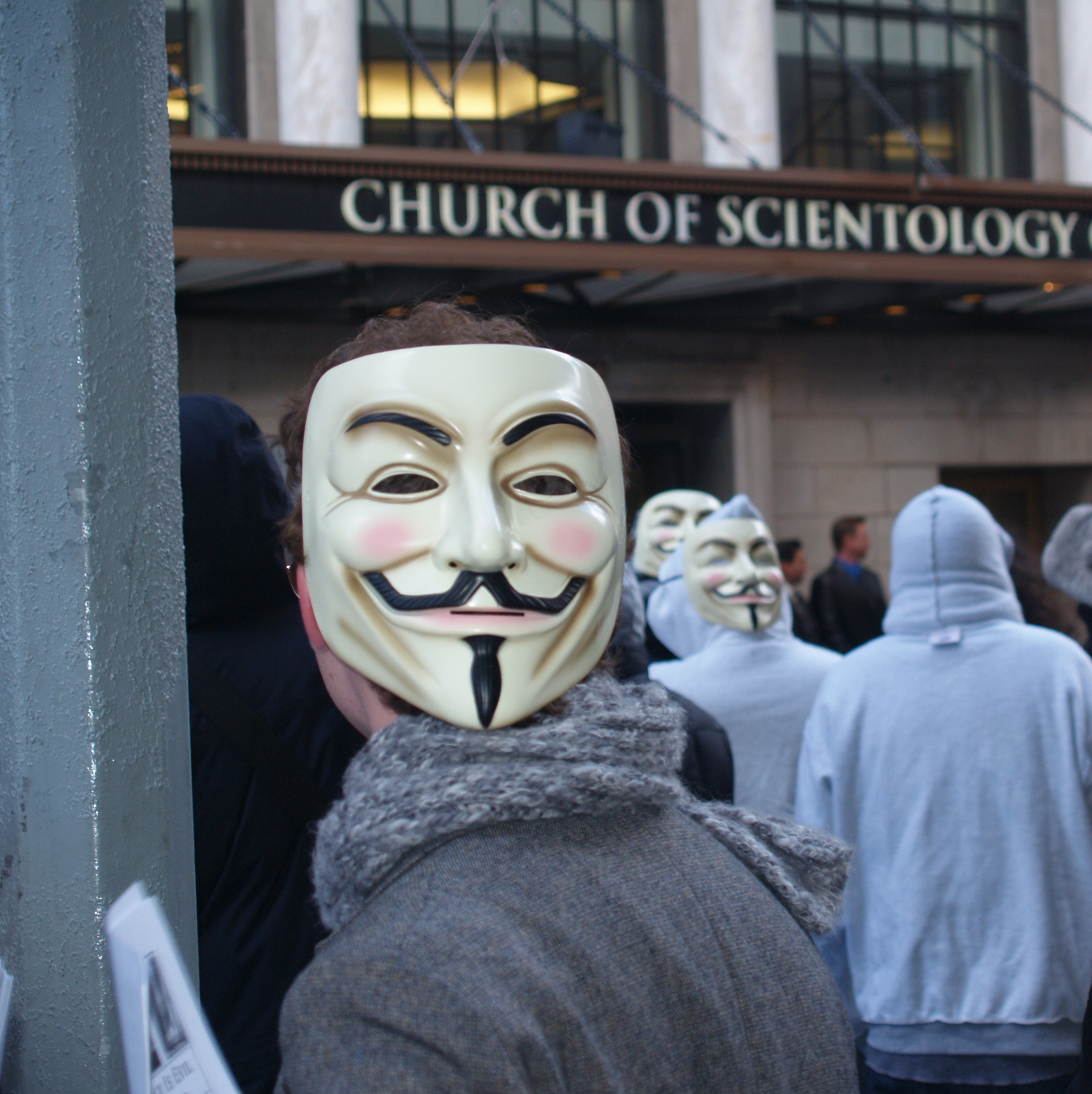
互联网组织“匿名者”的成员，该组织自 2008年1月以来每月在许多国家举行抗议活动，反对山達基教會的所作所爲及該組織的免稅地位

“山達基對抗網際網絡”被用来描述山達基教會发起的一场“战争”，旨在从互联网上删除山達基教著作權資料和稱爲“先进技术”的保密資料，并阻碍、骚扰和惩罚那些在網上讨论山达基和揭露教會剝削行为的人。
山达基教会采用包括诉讼、法律威胁以及掩護機構等各种手段試圖压制互联网上批评山达基教及其相關组织的材料，这引发了一系列争议。1994年末，该组织开始使用各种法律手段阻止山達基教創始人L·罗恩·賀伯特撰写但尚未发表文件的传播。该组织经常因提起策略性诉讼而被指控犯有律师公会罪。该组织的回应是，其诉讼性质仅仅是为了保护其作品著作權和某些未发表文件的商业秘密狀態。
学者、记者和法院的判决将山達基教會定性为信任骗局，并称这些保密文本就是证据，文本其中還包含了该组织非法且具有欺诈性的医疗行为作爲证据。山达基教的確曾在多个国家的法庭上被判犯有欺诈罪，但不包括美国法庭。另一些人则表示，该组织对直言不讳的批评者提起诉讼，是在滥用版权法。

## 概述
山达基教会发起的這一场“战争”的努力始于1990年代，但到21世纪初就基本被放弃了:153-156。山达基教前全国发言人罗伯特·沃恩·杨（Robert Vaughn Young）曾说过：“我很庆幸自己不用面对网络。网络之于山达基教，就如同越南战争之于美国。” 
起初，山达基教的工作人员试图直接关闭有关該教會的主要在线新闻组。在失败后，他们试图壓制它。当教會内幕信息开始大量出现在討論組时，教會确定并重点关注了几位关键人物，突击搜查了他们的场所，并对他们提起了诉讼。他们压制有关山达基教言论的努力最終在2008年引起了網路團體“匿名者”的注意，后者向山达基教宣战，并称之为“Chanology计划” 。最后，随着几乎所有山达基教材料都被发布到网上，包括维基解密，山达基教内部承认他们已经输掉了这场战争。
1994年，当運作中的希坦出现在互联网上时，高層山达基教官员麥可·林德被任命负责此案。
這可是個大麻煩……一開始，誰是罪魁禍首不清楚，所有人都開始瘋狂地努力找出肇事者……我們聯繫了所有懂電腦的山達基人，並聘請了一組私家偵探來收集證據。這既是重中之重，也是高度機密的…[五人]被確定為嫌疑人，並對他們提起了訴訟。 1995年2月，聯邦法警突襲搜查了他們的住所，沒收了他們的電腦…提起這些訴訟是一個戰略失誤。它點燃了剛起步的互聯網，激進分子開始從四面八方湧現，發誓要摧毀山達基教，結束其對「言論自由」的攻擊。 RTC發起了一場新的——而且是虛擬的——攻擊，山達基教從此一蹶不振：法律威脅、訴訟和刑事起訴未遂都被證明無法與不斷擴張的互聯網這個匿名的全球信息傳播工具相抗衡。山達基教會在保守OT級別秘密的鬥爭中節節敗退……資料庫激增，包含所有受版權保護的作品、所有賀伯特的講座，以及山達基教會的內部文件。 ……我們很快就意識到自己被圍攻了……[我們的律師]向所有發布這些資料的人、[網路服務提供者]，甚至提供網路存取的電話公司發出威脅。但這導致更多網站出現。這最終是一場毫無希望的戰爭……最終，就連我們也不得不承認我們輸了。我們就像在玩一場永無止境的打地鼠遊戲——幾乎所有賀伯特寫的或關於山達基教會的東西現在都被發佈到了互聯網上。——Mike Rinder :153-156
据托尼·奥尔特加 (Tony Ortega)介绍，在1970年代，山达基更容易让丑闻消失。“由于大衆媒體數量有限，山达基教在當時能夠掌控自己的名譽。批评的聲音能夠被边缘化或掩蓋淹没。随着互联网的普及和走向主流，这開始變得困难，因为“互联网永远不会忘记”。马克·埃布纳 (Mark Ebner)认为互联网是山达基教的毁灭者，这种说法始于1996年左右：“互联网拉开帷幕，揭露了賀伯特的真實面目，也將教會特務辦公室的行爲抓了正著……多年后，匿名者来到“网络城”，趁山达基教不注意，对他们进行了扫射。”戴夫·图雷茨基 (Dave Touretzky)表示，互联网仍然提供着“一个过于便捷的真相来源，当信徒们对教会产生怀疑时，他们就会求助于網路”。

## 其他·宗教·山達基教討論組
斯科特·戈林（Scott Goehring）于1991年创建了新闻組的“其他·宗教·山達基教討論組”（alt.religion.scientology） ，一是出于玩笑，另一方面也是爲了讓公衆瞭解山达基教。在新聞組成立的头三年里，组内关于山達基教利弊的争论时起时落，就像其他一些新闻组一样，網路論戰也时有发生。 
人们普遍认为，这场网络战争始于1994年7月下旬丹尼斯·埃利希 (Dennis Erlich)加入alt.religion.scientology 。他曾是山达基教的一名高级官员，并且与教祖賀伯特有私人关系，他的出現引起了新闻组许多常客的关注 :4, 6。

### 兹努的启示
1994年12月24日，第一条大量匿名消息被发布到alt.religion.scientology ，其中包含被称为OT級別（OT代表“運作中的希坦”）的山达基“秘密”著作的文本。这些帖子中包括OT III （運作中的希坦第三級），其中给出了“ 茲努（Xenu）神話”的描述。
茲努的故事曾发表在罗伯特·考夫曼 (Robert Kaufman) 1972年出版的《山达基内幕：我如何加入山达基并成为超人》一书中，1977年发表在《費城詢問報》上，20 世纪 80年代还多次发表在《洛杉矶时报》上； 然而，这一行动引发了山达基教代表律师的行动，他们联系了各个新闻组成员，并发布警告，要求停止未经授权分发OT著作。律师们将这些文件描述为“受版权和商标保护的未公开的商业机密”，分发这些材料违反了版权法和商标法。 
OT文档的首次发布是通过匿名郵件转发器进行的，并且从未发现在新闻组上发布这些文档的人的身份。然而，丹尼斯·埃利希（Dennis Erhlich）在新闻组上发布了对这些消息的回复，他的回复包含原始消息的全部文本（包括有争议的材料）。因此，山达基教的律师找到他，声称埃利希在他的新闻组消息中重新发布了受版权保护的作品。埃利希对此的回应是拒绝了他们从新闻组中删除其帖子的请求。

### 試圖删除alt.religion.scientology
1995年1月11日，教會律师海伦娜·科布林試圖直接關閉Usenet新聞組alt.religion.scientology ，她向 Usenet 服务器发送了一条指令消息，指示该伺服器删除该讨论组，理由是：
(1) 它是从一条伪造的消息开始的；(2) 未在alt.config上讨论；(3) 它的标题中包含“山達基”，这是一个商标，具有误导性，因为a.r.s上主要是攻击山達基的喷子；(4) 它已经并将继续遭受版权和商业机密侵犯的严重滥用，除了纵容这些非法行为之外，它没有任何用途。
实际上，这个rmgroup 消息收效甚微，因为大多数 Usenet 服务器都有一個設置，若討論組有著大量通訊則自動忽略此类消息，而对于那些没有此設置的服务器，一條newgroup 消息很快就会被公開发出。然而，该公開消息的发布，导致言论自由倡导者对山达基教的公开批评更加强烈。

## 突击搜查和诉讼
在最初的法律声明和嘗試刪除新聞組之后不久，山达基教代表对新闻组的各个参与者（包括丹尼斯·埃利希）发起了一系列诉讼，即宗教技术中心诉 Netcom 在线通信服务公司案。
第一次突袭发生于 1995年2月13日。在山达基教律师的陪同下，美國联邦法警多次突击搜查被指控向新闻组发布山达基教資料的个人住所。遭到突袭的有弗吉尼亚州的阿纳尔多·莱尔马（Arnaldo Lerma） 、的FACTNet的劳伦斯·A·沃勒斯海姆和罗伯特·彭尼（Robert Penny）以及加利福尼亚州的丹尼斯·埃利希（Dennis Erlich）。在美國以外，荷兰的卡琳·斯潘贝克 (Karin Spaink)和瑞典的泽农·帕努西斯 (Zenon Panoussis)遭到了突袭。 :153 : 153 
除了对个人提起诉讼外，山达基教还起诉了《华盛顿邮报》，指控其在报纸文章中转载了一段《OT》的文字，以及几家互联网服务提供商，包括Netcom 、Tom Klemesrud 和XS4ALL 。它还定期要求删除Deja News档案中的材料。
alt.religion.scientology的参与者开始引用《OT第三級》中的经文，以宣传围绕秘密文件的在线争论。 随后， 茲努的故事被许多出版物引用，包括CNN 和《60 分钟》节目的新闻报道。它成为了OT階級經文中最著名的引文，以至于许多不熟悉山达基教的網友在听過茲努的故事之後，就立即将这个名字与山达基教联系起来。对山达基教批评者的最初打击逐渐演变成一系列在法庭上激烈进行的辯護鬥爭。电子前沿基金会为被告汤姆·克莱姆斯鲁德 (Tom Klemesrud) 提供了法律援助，他的律师理查德·霍宁 (Richard Horning) 帮助丹尼斯·埃利希 (Dennis Erlich) 找到了无偿辩护。最新事件的每日报道都会发布到alt.religion.scientology討論組。
在山達基教采取行动之后， Penet 邮件转发器被关闭，该程序在山達基教“战争”爆发之前曾是世界上最受欢迎的匿名邮件转发器。该邮件转发器的运营者Johan Helsingius表示，他的国家（芬兰）提供的法律保护太薄弱，因此他决定关闭该邮件转发器以保护用户的匿名性。   。

## 山达基教的在线宣传活动
在删除该新闻组失败后，山達基教徒采取了向新闻组发送垃圾邮件和恐吓的策略。山達基教徒雇佣第三方定期向新闻组发送大量支持山達基人的信息、將已有的反山達基信息混肴、無關內容洗版，以及指责其他发帖人是秘密山達基人的指控，意图追踪和惩罚发帖人。大量垃圾信息使得该新闻组在Google Groups等在线阅读器上实际上无法閲讀，不過更专业的新闻阅读软件可以通过過濾“高噪音”用戶來过滤掉該用戶消息，从而使该新闻组更加可用。
当法庭上正在进行法律斗争时，一场同样激烈和充滿進攻性的运动也在网上展开。新闻组alt.religion.scientology发现自己处于电子信息和虚假信息的漩涡中心，因为该新闻组本身受到了字面上和象征意义上的攻击。数以万计的垃圾信息被灌注到该新闻组，在信息“洪流”达到顶峰的时候，新闻组的内容几乎无法阅读。 山达基管理层和工作人员向新闻组注入了超过一百万篇诽谤文章；前山达基工作人员托里·克里斯特曼详细讲述了她参与这些攻击的情况。代表山达基教会的律师公开呼吁互联网服务提供商将该新闻组从其新闻服务器中彻底删除。此外，新闻组中的匿名参与者也不断进行着網路論戰和偏离主题的争论。新闻组成员指责山达基教會组织了这些电子攻击，但该组织則一直否认有任何不当行为。
在万维网的早期，山達基教附屬团体采用了相同的垃圾訊息策略使用戶難以查找批评山達基的資料。教會雇佣了网页设计师为其官方网站编写了数千个网页，从而淹没了早期技術不成熟的搜索引擎結果。现代搜索引擎出現之後，會对来自同一網頁伺服器的响应进行聚合，这样任何一个站点的相關结果都不会超过两个，從而解決了搜尋結果問題。
自 1995年以来，山达基教一直利用侵权法起诉在网络上发布有关该组织争议信息的批评者。山達基教組織被指控不仅使用法律压力，还使用敲诈勒索和人格暗殺等手段试图赢得法庭案件。在战斗的另一方，许多网页开发人员将“戴尼提”和“山達基教”等词语与“燒蛤行動”联系起来。这使得該反山達基網站一度成为這些詞語的Google索引最高的网站，而山達基教则不斷説服迫使Google删除该网站的链接。直到国际社会的强烈抗议才导致这些網路链接重新恢复。这可能被视为Google轟炸的一个早期例子，并引发了人们对互联网搜尋引擎的权力和义务的质疑。
20 世纪 90年代，山达基教会向其成员分发了一款特殊內容控制軟體，以“保护”他们免受教會“未批准”材料的毒害。该软件旨在完全屏蔽新闻组alt.religion.scientology 、各种反山達基教网站以及所有对山達基教批评的引用。该软件包遭到批评者的嘲笑，他们指责该组织进行網路審查，并将该程序命名为“ Scieno Sitter ”，以网络过滤程序 Cyber Sitter 命名。由于原始版本仅适用于Win 95系統，且自 1998年以来從未更新，該軟體實際已經腐爛即不太可能在最近的電腦系统和浏览器中使用。
2006年6月，山达基教在動畫《南方公园·困在衣柜里》一集热播后成为網路迷因界的一股时尚潮流。山达基律师向網路迷因网站YTMND的创始人马克斯·戈德堡发出了停止令信函，要求他关闭所有谈论或嘲笑山达基教的网站。戈德堡回应称，“这些指控毫无根据，我不会删除任何东西”，并向网站成员补充道，“我们被起诉導致消失只是时间问题。” 作为回应，YTMNDers 创建了更多关于山达基教的网站；这些网站都在主页上突出显示。他们还发起了一场运动Google轟炸了“山达基教的无趣真相”（The Unfunny Truth About Scientology）网站。教會最終没有对 YTMND 或 Goldberg 采取任何法律行动。
2007年8月， MSNBC援引美联社关于駭客機構维基扫描器的一篇文章称，山达基教会拥有的计算机一直在删除维基百科上对山达基教相關条目的批评 。福克斯新聞一篇文章还报道称，山达基教会的计算机被用来删除维基百科上有关邪教認知網絡（CAN）的文章中涉及山达基教会与邪教認知网络关系的内容。 2009年5月，维基百科仲裁委员会决定限制山达基教会的IP 地址访问其网站，以防止山达基人进行自私目的的编辑  。與此同時，大量反山達基教编辑也被禁止編輯 。委员会的结论是，双方都“玩弄政策”，并诉诸“战场战术”，而在世人物相關條目遭受了“最严重的损失”。 

## Chanology 项目
2008年初，互联网上的匿名者组织了另一场针对山达基教会的抗议活动，该组织最初由英语貼圖討論版4chan和 Somethingawful.com 等论坛的用户以及几个互联网中继聊天频道以及其他声称与匿名者有联系的互联网社区组成。
2008年1月14日，一段由山達基教會製作的採訪湯姆·克魯斯的影片被洩露到網路上，並上傳到YouTube  。山达基教会向YouTube发出了版权侵权声明，要求其删除该视频。为了应对这一言論自由问题，匿名者创立了Chanology 项目。     “Chanology 项目”的成员称山达基教会的这一行为是一种互联网审查，并组织了一系列针对山达基网站的拒绝服务攻击、恶作剧电话以及向山达基中心发送黑色传真。 
2008年1月21日，匿名者團體通过YouTube上发布的一段题为“致山达基教的信息”的视频，以及一份新聞稿，宣告了其目标和意图，对山达基教会及宗教技術中心发动“向山达基教的战争”  。该團體在新闻稿中表示將繼續对山達基教組織攻击，以保护言论自由并终止其对信徒的经济剥削。 2008年1月28日，一段名为“行动起来”的新视频出现在YouTube上，呼吁人们于 2008年2月10日在山达基教会或中心外举行抗议活动。  
2008年2月2日，150 人聚集在美國佛罗里达州奥兰多市的山达基教会中心外，抗议该组织的做法   。加利福尼亚州圣巴巴拉和英国曼彻斯特也举行了小规模抗议活动。   2008年2月10日，约 7000 人在全球 93 多个城市举行抗议活动  。许多抗议者爲了伪装自己的身份，戴着电影《V 字仇杀队》中V角色的盖伊·福克斯面具，部分原因是为了保护自己免受山達基教組織的报复  。2008年3月15日，匿名者在纽约、芝加哥、洛杉矶、伦敦、巴黎、温哥华、多伦多、柏林和都柏林等世界各地城市举行了第二波抗议活动。 2008年4月12日，匿名者举行了第三次反对山达基教的抗议活动。  该行动名为“重新连接行动”，旨在提高人们对山达基教会隔離家人朋友這一政策的认识 。第四次抗议发生在 2008年5月10日，第五次抗议（海上袭击行动）发生在 2008年6月14日。

## 维基解密
2008年3月，維基解密公布了一份长达612页的山达基手册，其中介绍了教会视为机密的八个運作中的希坦层级。三周后，维基解密收到山达基教会的警告，称该手册已受版权保护，其出版侵犯了知识产权。 维基解密拒绝删除这些材料，其網站运营者发表声明称，山达基教是一个“邪教”，“助长并怂恿西方媒体自我審查的普遍风气”。 山达基国际教会的一位女发言人在给福克斯新聞的信中说：“我只能认为，宗教層面上的偏执和歧视驱使著他们的行動，因为发布我们受著作权保护的经文没有任何利他价值，尽管维基解密的声明与此相反。发布整本书和数百页的已出版作品不是‘阳光政策’，而是大规模的侵犯版权行为。” 維基解密創始人朱利安·阿桑奇回复说：“我们原以为这只是个小问题，我们通常關注的是政府腐败和军事机密，所以这个疯狂的宗教组织相比我们平常做的事情无关紧要。但在收到他们的这些法律威胁后……我们是时候表明立场了。” 

## 值得注意的法律行动
尽管大多数案件都是庭外和解的，但有極少数案件最终以有利于山达基教會的裁决而告终。许多案件被批评为恶意诉讼，其成员和律师因此类行为被起诉和罚款。这场网络战争后期值得关注的事件包括：
- 山达基教会起诉前成员阿尔纳尔多·莱尔马、其服务提供商Digital Gateway以及《华盛顿邮报》。莱尔马公布了长达61页的《菲什曼宣誓書》，其中包括兹努（Xenu）的故事。山达基教会否认了这个故事，并声称其是商业机密。
- 山達基教组织利用《数字千年版权法案》（DMCA）迫使谷歌搜索引擎在2002年3月删除了备受争议的反山达基网站“燒蛤行动”（Operation Clambake）的条目。不过，在谷歌收到大量互联网用户的投诉后，该条目又被恢复。此次事件引发的关注促使谷歌开始将收到的DMCA删除通知提交给寒蝉效应數據庫，该數據庫存档了各种针对互联网用户和网站的法律威胁。
- 2002年9月，山达基教會的律师联系了“时光机”（Wayback Machine）的管理机构——互联网档案馆（archive.org），并声称对“燒蛤行动”（Operation Clambake）网站上某些作为历史内容存档的资料拥有版权。作为回应，时光机管理机构删除了整个“燒蛤行动”网站的存档，并且最初被迫发布了一则虚假声明，謊稱是该网站的作者要求删除这些存档。之後搜索“时光机”存档时，会返回“网站被屏蔽错误”的提示。该声明现已被删除。

## 扩展阅读
- Lippard, Jim; Jacobsen, Jeff. . Skeptic: 35–41. 1995.
- Bjorhus, Jennifer. . Seattle Times. 1995-08-26  [2008-10-14].
- Lee, Dave. . BBC News. 17 July 2013.
- Hahn, Jason Duaine. . Complex. March 29, 2015.
- . Watchman Fellowship. 1996.